# Jefry Montoya
Jefry Jesús Montoya Carvajal (Quepos, 4 de diciembre de 1987) es un futbolista costarricense que juega como delantero y actualmente milita en el Municipal Garabito de la Segunda División de Costa Rica.

## Clubes
| Club               | País       | Año               |
| ------------------ | ---------- | ----------------- |
| Municipal Parrita  | Costa Rica | 2012              |
| Limón FC           | Costa Rica | 2013 - 2014       |
| Puntarenas FC      | Costa Rica | 2013 - 2014       |
| AS Puma Generaleña | Costa Rica | 2014 - Actualidad |